# Tyesh

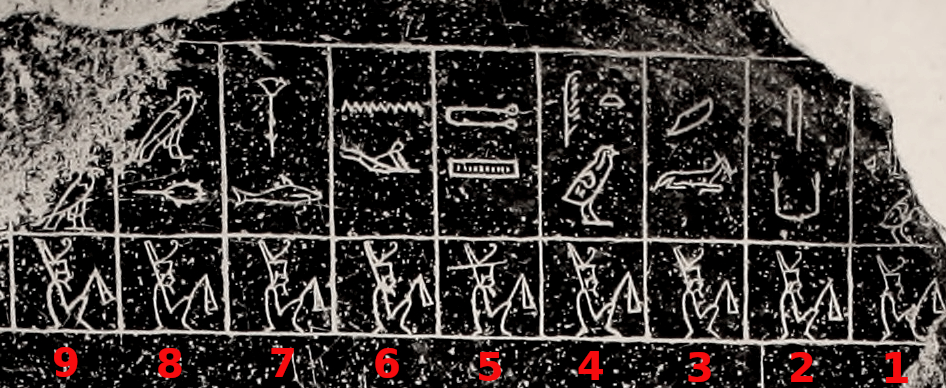
Piedra de Palermo con los nombres de varios mandatarios predinásticos del Bajo Egipto, con el de Tyesh en quinto lugar desde la derecha.

Tyesh fue un gobernante del Periodo protodinástico de Egipto que reinó en el delta del Nilo.
Otras grafías de su nombre, en otros idiomas: Itjiesch, Tesh, Thesh, Tjesh
Es mencionado en quinto lugar en la Piedra de Palermo, una inscripción pétrea que contiene los nombres de varios mandatarios predinásticos del Bajo Egipto, pero no se ha encontrado ningún otro registro sobre él.
Los nombres que han perdurado de estos gobernantes, son: ...Pu, Seka, Jaau, Tiu, Tyesh, Neheb, Uadynar, Mejet, y ...A.

## Titulatura
| Titulatura | Jeroglífico | Transliteración (transcripción) - traducción - (referencias) |

|  |

|  |

|  |

|  |

|  |

|  |

|  |

|  |